# The Abominable Snowman of Pasadena
The Abominable Snowman of Pasadena (No Brasil: O Abominável Homem das Neves de Pasadena e em Portugal: O Abominável Homem das Neves) é um dos livros da série Goosebumps de R.L. Stine.

## Sinopse
Jordan Blake e sua irmã, Nicole, não gostam do calor de Pasadena, Califórnia. Eles gostariam de aproveitar o inverno de verdade, com muita neve, para variar. Finalmente o desejo deles é atendido: o sr. Blake é contratado para fotografar uma criatura misteriosa que vive no Alasca, e a família toda vai para lá. Jordan e Nicole queriam ver a neve, mas agora estão sendo perseguidos por um monstro, uma criatura grande e peluda conhecida como o Abominável Homem das Neves!

## Personagens
- Jordan Blake (narrador): Irmão de Nicole, é o personagem principal e sempre faz brincadeiras.
- Nicole Blake: Irmã de Jordan. É inteligente, e sempre procura desvendar o mistério.
- Sr. Blake: Pai de Nicole e de Jordan, é um fotógrafo e deseja levar a vida com muito dinheiro, acaba levando o Abominável Homem das Neves para Pasadena.
- Lauren: Vizinha de Nicole e Jordan. É muito curiosa e desastrada.
- Kara Miller e Kyle Miller: Vizinha de Nicole e de Jordan. Aprontam com toda a vizinhança, principalmente com Jordan.
- Arthur Maxwell: Foi contratado por sr. Blake para ajudar eles a conhecer a região para encontrar o Homem das Neves. Ele no meio da história acaba fugindo com a comida da família Blake no meio do Alasca.